# Formica demersa
Formica demersa é uma espécie de formiga do gênero Formica, pertencente à subfamília Formicinae.